# Maszt ze statku s/s „Kapitan K. Maciejewicz”

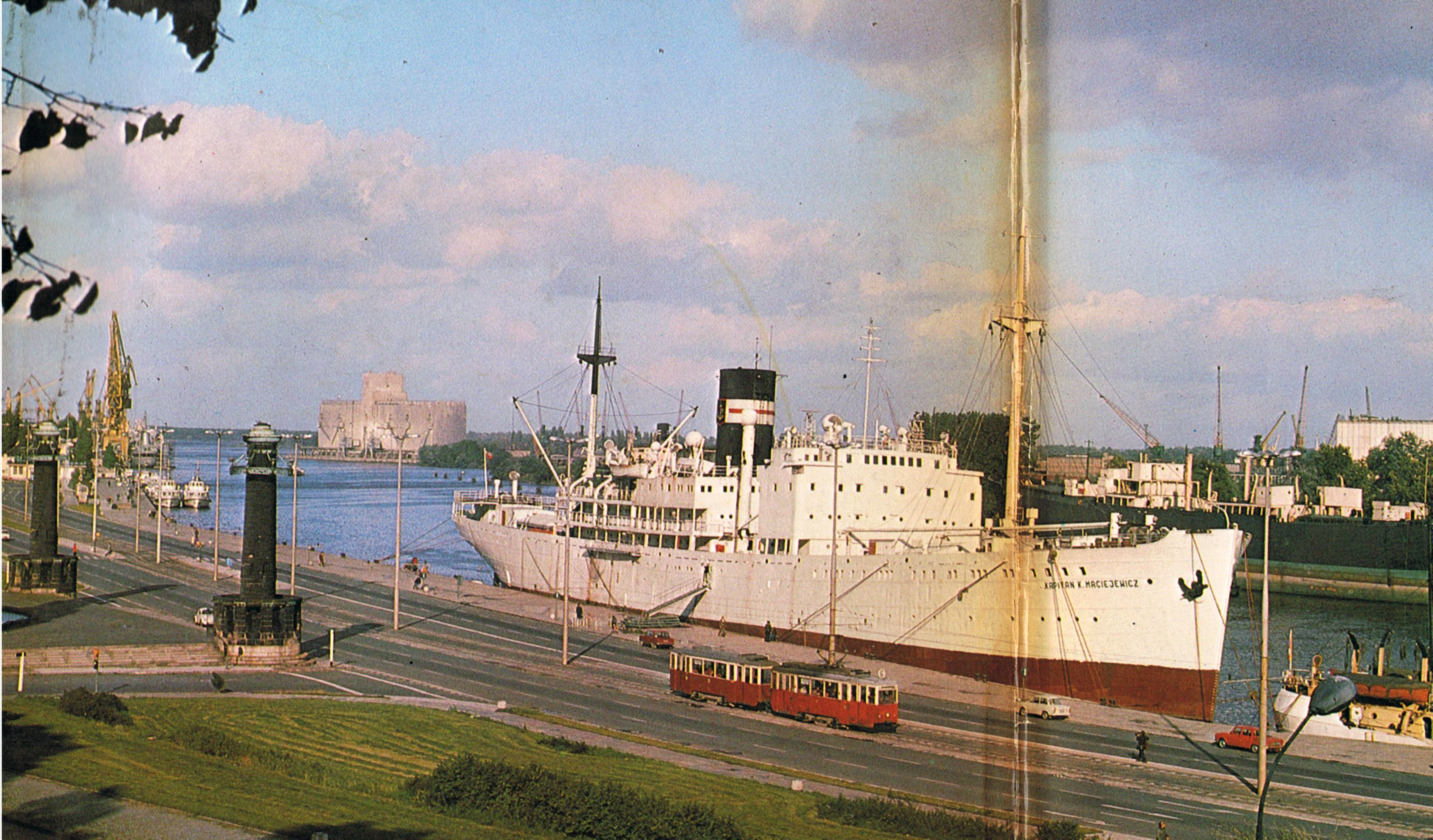
Statek Kapitan K. Maciejewicz jako Liceum Morskie; maszt widoczny na achterdeku

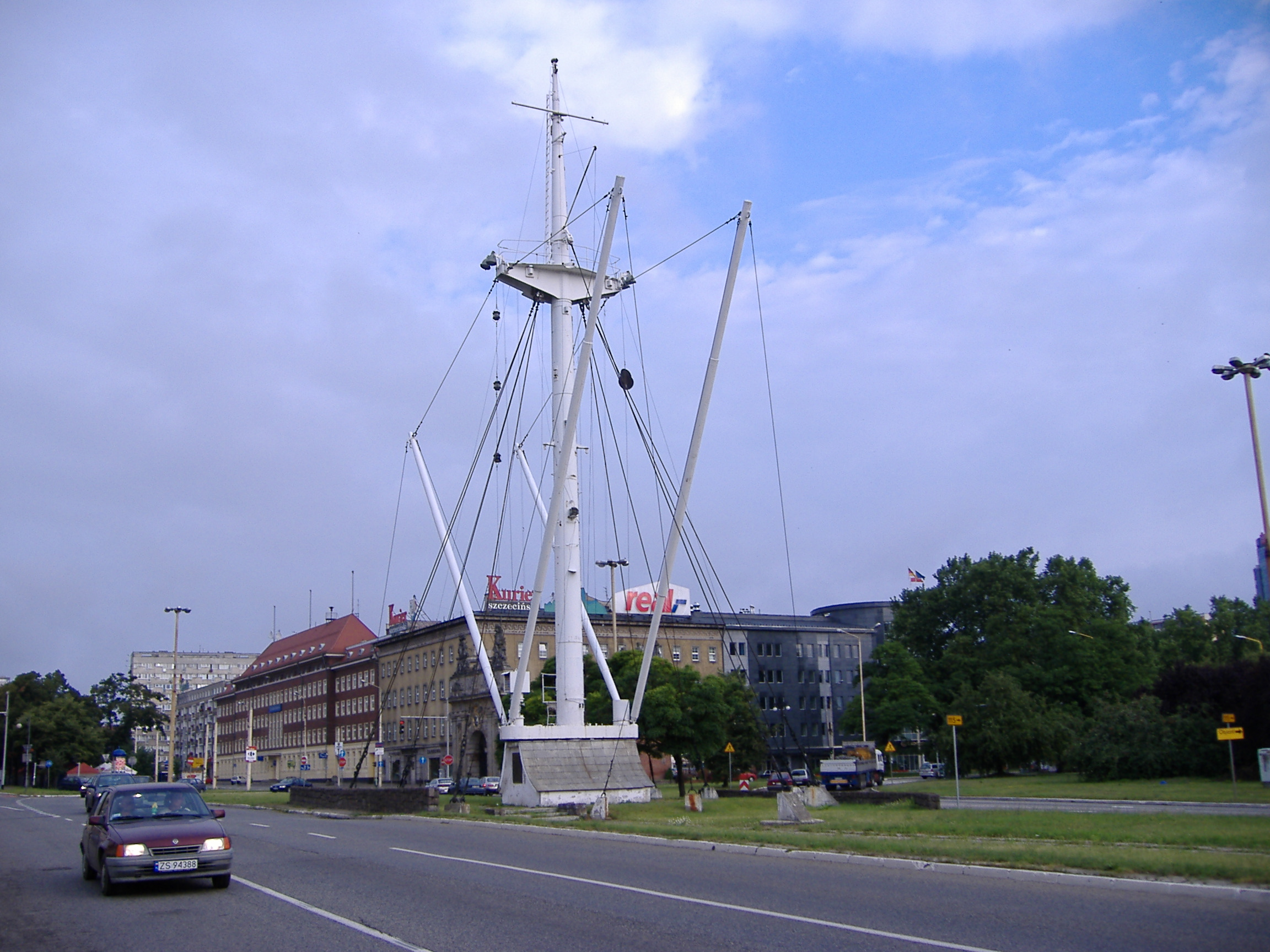
Maszt w pierwotnej lokalizacji na Trasie Zamkowej

Maszt ze statku s/s Kapitan K. Maciejewicz (nazywany również Pomnikiem-Masztem im. Kapitana Kapitanów oraz Masztem Maciejewicza) – pomnik w Szczecinie, usytuowany na Bulwarze Gdyńskim (Nabrzeże Celne) na Łasztowni, prawym brzegu Odry Zachodniej, przy ul. Zbożowej.

## Historia
Maszt pochodzi ze statku zbudowanego w 1929 r. w Bremie drobnicowca noszącego początkowo nazwę Wisconsin i pływającego pod banderą francuską. Po kilku zmianach armatora i przynależności państwowej statek zakupiony został w 1951 r. przez Polskie Linie Oceaniczne, nosił nazwę Fryderyk Chopin. Przekazany został w 1954 r. przedsiębiorstwu połowowemu Dalmor na bazę rybacką, a od 1960 r. był własnością przedsiębiorstwa Dalekomorskie Bazy Rybackie. Wtedy też (w wyniku protestów Towarzystwa imienia Fryderyka Chopina, które sprzeciwiało się używaniu imienia kompozytora dla bazy rybackiej) przemianowany został na Kaszuby.
W 1973 r. statek wycofano z eksploatacji i ustawiono na stałe przy Wałach Chrobrego w Szczecinie, umieszczając na nim Liceum Morskie; uczniowie byli skoszarowani na statku. Stanek nosił wtedy nazwę Kapitan K. Maciejewicz; kapitan ż.w. Konstanty Matyjewicz-Maciejewicz był również patronem szkoły. 
Statek został sprzedany na złom w 1982 r. (szkołę przeniesiono do innej siedziby, a trzy lata później, po dwunastu latach działalności, zlikwidowano). Zdemontowany maszt pozostał w Szczecinie. Jeden z bomów ładunkowych i niektóre elementy przejęło Muzeum Narodowe w Szczecinie. Z inicjatywy m.in. prof. Władysława Filipowiaka, dyrektora tego muzeum, maszt został postawiony jako pomnik pomiędzy nitkami Trasy Zamkowej, na wjeździe do miasta. Ustawiony został po raz pierwszy w 1990 r., jego odsłonięcie nastąpiło w trakcie obchodów Dni Morza. 
Na cokole znajdowały się dwie pamiątkowe tablice z brązu, odsłonięte w 1991 r.: od strony południowej z życiorysem „kapitana kapitanów”, a od północnej z historią statku s/s „Kapitan K. Maciejewicz”.
Zdemontowano maszt w lutym 2013 r. w celu poddania go konserwacji. Przez długi czas trwały spory, czy, kiedy i gdzie zostanie postawiony z powrotem (maszt jest bowiem zabytkiem w zbiorach Muzeum Narodowego w Szczecinie, a miejsce dotychczasowego posadowienia było własnością miasta). Podczas demontażu masztu miała miejsce publiczna dyskusja na temat jego przyszłych losów.
W dniu 4 czerwca 2018 roku został ustawiony na fundamencie w nowym miejscu na bulwarze Gdyńskim (pomimo nieprzychylnych tej lokalizacji opinii części mieszkańców Szczecina). 
Maszt-pomnik ze statku s/s Kapitan K. Maciejewicz ma 30 metrów wysokości i waży 30 ton.